# Atoconeura biordinata
Atoconeura biordinata é uma espécie de libelinha da família Libellulidae.
Pode ser encontrada nos seguintes países: República Democrática do Congo, Quénia, Malawi, Moçambique, Sudão, Tanzânia, Zâmbia e Zimbabwe.
Os seus habitats naturais são: florestas subtropicais ou tropicais húmidas de baixa altitude, regiões subtropicais ou tropicais húmidas de alta altitude, matagal tropical ou subtropical de alta altitude e rios.